# Daviscardia hypocritella
Daviscardia hypocritella är en fjärilsart som beskrevs av Robinson 1986. Daviscardia hypocritella ingår i släktet Daviscardia och familjen äkta malar.
Artens utbredningsområde är Panama. Inga underarter finns listade i Catalogue of Life.